# Gary Gordon
Gary Ivan Gordon (Lincoln, 30 agosto 1960 – Mogadiscio, 3 ottobre 1993) è stato un militare statunitense.
Al momento della sua morte era un sergente capo dell'Unità Operazioni Speciali, nella Delta Force. È stato decorato postumo della Medaglia d'Onore per le azioni che ha compiuto durante la battaglia di Mogadiscio del 3 ottobre 1993.

## Biografia
Gary Ivan Gordon nacque il 30 agosto 1960 a Lincoln, nel Maine, da Duane, un camionista, e Betty Gordon, maggiore di due fratelli. Frequentò la locale Mattanawcook Academy, dove giocò nella squadra di football. Il 4 dicembre 1978, all'età di 18 anni, Gordon si arruolò volontario nella Riserva dell'Esercito degli Stati Uniti una volta terminato il liceo, dopodiché entrò nell'Esercito il 14 febbraio 1979. Completato l'addestramento base di tre mesi presso Fort Leonard Wood, nel Missouri, e la Scuola di Paracadutismo di Fort Benning, in Georgia, si iscrisse allo Special Forces Assessment and Selection e nel marzo 1980 fu assegnato, con l'incarico di geniere militare, nella Compagnia C, 2º Battaglione del 10th Special Forces Group appartenente ai Berretti Verdi di stanza a Fort Devens, nel Massachusetts. Nel dicembre 1986 si arruolò nella Delta Force e, superata la selezione, servì come cecchino all'interno del Sniper Troop dello Squadrone C di guarnigione a Fort Bragg, nella Carolina del Nord.
Nell'agosto 1993, dopo aver partecipato all'Operazione Just Cause a Panama e all'Operazione Desert Storm in Iraq, Gordon, con il grado di sergente capo, fu spedito in Somalia in occasione dell'Operation Gothic Serpent, con l'incarico di catturare il signore della guerra somalo Mohammed Farah Aidid, accusato di minacciare ed attaccare le spedizioni umanitarie delle Nazioni Unite.

### Battaglia di Mogadiscio e morte
Il 3 ottobre 1993, durante la cattura dei luogotenenti di Aidid nell'ambito della battaglia di Mogadiscio, l'elicottero Black Hawk Super 6-4, pilotato dal chief warrant officer Michael Durant, è stato abbattuto da un lanciarazzi RPG-7. In quell'istante, Gordon e i sergenti di prima classe Randall Shughart e Brad Hallings si trovavano a bordo del Black Hawk Super 6-2 e stavano fornendo fuoco di copertura dall'alto. Gordon, nonostante il comando avesse negato due volte il permesso per via del pericolo circostante, chiese nuovamente di essere inserito a terra per proteggere il relitto dell'elicottero abbattuto, dove si trovava, oltre a Durant, anche il resto dell'equipaggio ferito, composto da Ray Frank, Bill Cleveland e Tommy Field. Il comando aveva concesso così l'autorizzazione ed entrambi i cecchini sono stati lasciati a terra, mentre Hallings rimase sull'elicottero per continuare a offrire supporto aereo.
Gordon e Shughart, armati rispettivamente di CAR-15 e M14, si erano diretti verso il relitto dove Durant aveva nel frattempo impugnato la sua pistola mitragliatrice MP5K con l'intento di difendere la propria posizione. Il pilota, sebbene pronto a sparare, non riusciva però a muoversi a causa della frattura di una vertebra e del femore destro, perciò i due sergenti dovettero estrarlo dalla cabina di pilotaggio e piazzarlo accanto a un albero che costeggiava un recinto in lamiera.
Shughart, Gordon e Durant per qualche tempo riuscirono a tenere a bada la folla di miliziani, organizzando un perimetro di sicurezza attorno al luogo dell'incidente, finché Gordon stesso non rimase ucciso con un colpo alla testa mentre era posizionato sul lato sinistro dell'elicottero. Poco dopo, Shughart aveva raccolto così il CAR-15 del suo commilitone e lo diede a Durant per l'uso. Dopodiché, andò verso la cabina di pilotaggio del relitto per effettuare una chiamata radio per l'emergenza e, 10 minuti più tardi, venne anch'egli mortalmente ferito dai miliziani dopo un ultimo disperato tentativo di difendere il velivolo abbattuto, mentre Durant fu preso prigioniero dopo aver esaurito le munizioni del fucile di Gordon. Terminato il combattimento, il corpo di Gordon, assieme a quello di Shughart, Frank, Cleveland e Field, è stato in seguito profanato, parzialmente denudato e trascinato per le strade della città dalla folla inferocita. Il pilota, invece, verrà rilasciato dai miliziani di Aidid dopo 11 giorni di prigionia.
Secondo il libro In the Company of Heroes, pubblicato da Durant, i somali avevano contato circa 25 miliziani uccisi dai due cecchini nel corso della sparatoria, assieme a molti altri feriti gravemente.

## Controversie
All'indomani del combattimento, c'era stata una notevole confusione su chi era stato ucciso per primo. Il racconto di Durant e quello ufficiale (soprattutto nelle citazioni per la Medal of Honor) affermano che Shughart sia stato ucciso per primo dai miliziani, ma Mark Bowden, autore di Black Hawk Down, ha riportato una testimonianza del sergente di prima classe Paul Howe, un altro operatore della Delta Force veterano della battaglia. Howe ha detto infatti di aver sentito per un paio di volte la caratteristica voce di Shughart chiedere aiuto alla radio direttamente dalla cabina di pilotaggio dell'elicottero abbattuto, non quella di Gordon. Inoltre, entrambi i cecchini utilizzavano fucili differenti e che l'arma consegnata a Durant non era l'M14 usato da Shughart, ma il CAR-15 di Gordon. Tra l'altro, lo stesso Howe ha affermato che Gordon non avrebbe mai dato la propria arma a Durant se era ancora in grado di usarla.
Nella sua autobiografia, In the Company of Heroes, Durant sostiene che Gordon (che lo aveva riconosciuto in quanto partecipante abituale dei briefing di volo prima della battaglia) era posizionato sul lato sinistro del relitto del Black Hawk, dopo che sia lui che Shughart lo avevano spostato in un luogo più sicuro, e sentì Gordon urlare brevemente di essere stato colpito. Successivamente, Shughart era uscito in avanscoperta dalla parte sinistra del Black Hawk con il CAR-15. Infine, Durant ha persino dichiarato a Bowden che se da una parte era refrattario a modificare i rapporti ufficiali, dall'altra non era sicuro di quale fosse l’uno e quale l’altro.

## Eventi postumi

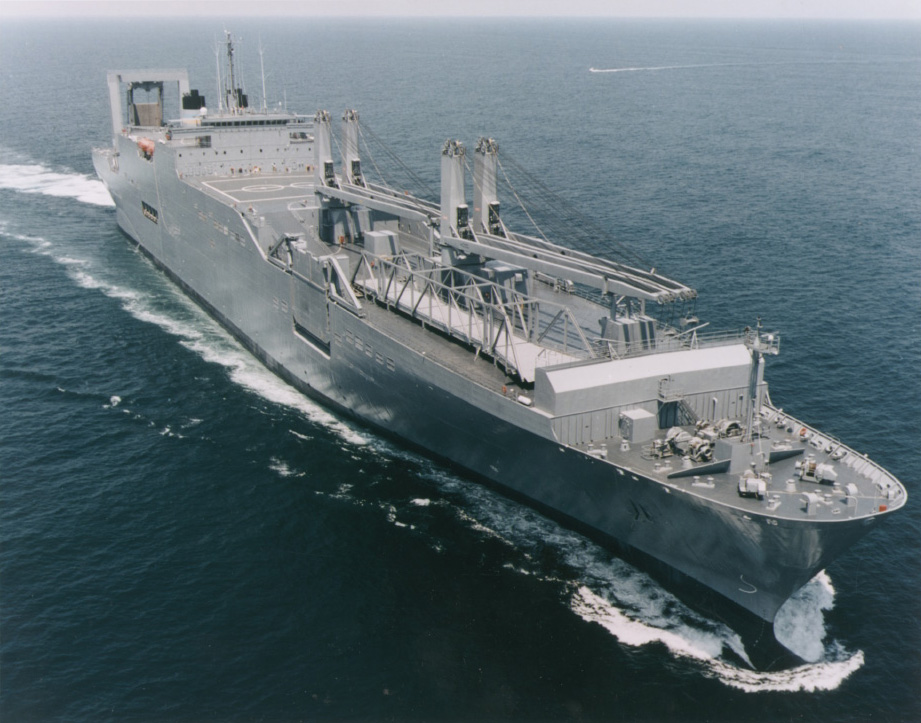
USNS Gordon.

- Il 23 maggio 1994, Randall Shughart e Gary Gordon furono entrambi decorati postumi per le proprie azioni sopracitate alla Medal of Honor dal presidente allora in carica Bill Clinton, diventando i primi destinatari della medaglia dopo la fine della guerra del Vietnam.
- La Marina degli Stati Uniti ha ufficialmente nominato una nave da trasporto, la USNS Gordon, in una cerimonia giovedì 4 luglio 1996, a Newport News, Virginia. Come madrina della cerimonia era presente la vedova Carmen Gordon.[senza fonte]
- La USNS Gordon è stata la seconda nave a subire la conversione da nave commerciale ad una nave da trasporto militare, ed è gestita dal Military Sealift Command della Marina con sede a Washington.
- Recuperato dalle autorità militari a seguito della battaglia, il suo corpo riposa attualmente nel Lincoln Cemetery di Lincoln, nel Maine, sua città natale.

## Vita personale
Gordon aveva sposato Carmen Drake il 29 aprile 1989 e insieme hanno avuto due figli: Ian (nato nel settembre 1987) e Brittany (nata nel settembre 1990).

## Onorificenze

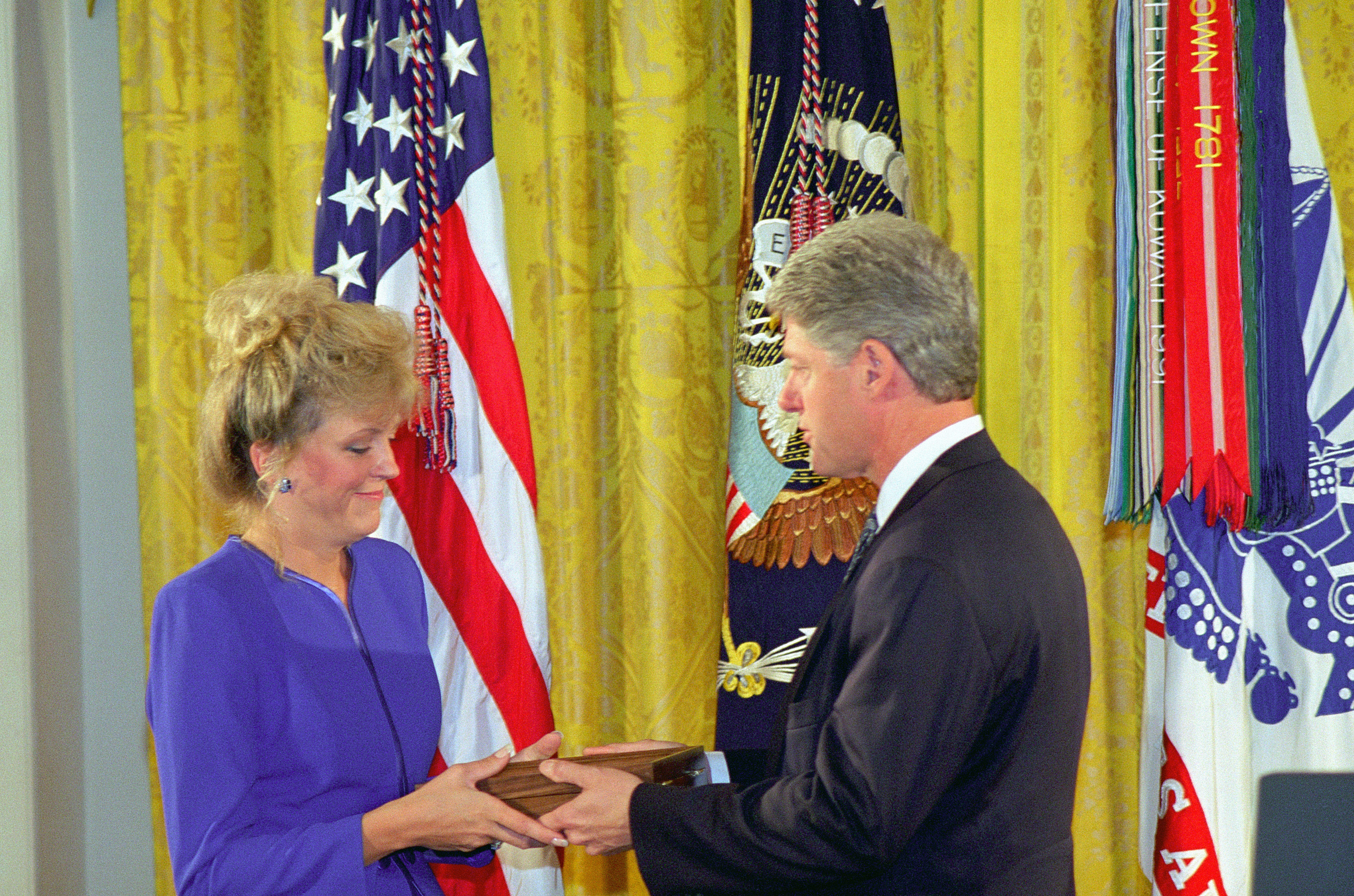
Il 23 maggio 1994, il presidente degli Stati Uniti Bill Clinton consegna la Medal of Honor a Carmen, vedova di Gary Gordon.

Durante la sua carriera Gordon conseguì le seguenti decorazioni e brevetti:

## Nella cultura di massa
Nel film Black Hawk Down - Black Hawk abbattuto, diretto da Ridley Scott nel 2001 e basato sull'omonimo saggio di Mark Bowden, Gary Gordon è stato interpretato dall'attore danese Nikolaj Coster-Waldau.